# Heinz Friebe
Heinz Friebe (* 11. Dezember 1902 in Kassel; † 25. Juli 1973 in Freiburg im Breisgau) war ein deutscher Elektroingenieur und Manager.

## Leben
Heinz Friebe studierte von 1922 bis 1927 Elektrotechnik an der Technischen Hochschule Darmstadt und beendete sein Studium mit Auszeichnung. Im Anschluss war er als Assistent tätig und wurde 1933 zum Doktoringenieur promoviert. Ebenfalls im Jahr 1933 begann er seine berufliche Laufbahn bei der Allgemeinen Elektricitäts-Gesellschaft (AEG), zunächst als Akquisitionsingenieur im Schaltgerätewerk der Apparatefabriken Treptow. 1938 erfolgte seine Berufung in die Fabrikleitung der AEG. Im Folgejahr erhielt er Prokura, 1940 wurde er Abteilungsdirektor. Zu Beginn des Jahres 1944 erhielt er die gesamte Fabriken-Leitung der AEG in Berlin. Im Jahr 1947 wurde Friebe die Generalvollmacht der AEG in Berlin erteilt. Von 1954 bis 1969 war er in Folge einer Neuorganisation des Unternehmens Leiter des Fachbereichs Bahn des Unternehmens.
Parallel zu seiner Beschäftigung bei der AEG war Heinz Friebe als Dozent an der Technischen Hochschule Berlin tätig. Vom April 1953 bis März 1956 hatte er einen Lehrauftrag über Technisch-wirtschaftliche Organisationsfragen industrieller Großbetriebe in der Fakultät für Wirtschaftswissenschaften. Im Anschluss wirkte er bis März 1964 als Honorarprofessor für Arbeitswissenschaft in der Fakultät für Maschinenwesen.
Heinz Friebe war Mitglied des Vereins Deutscher Ingenieure (VDI) und in diesem ehrenamtlich aktiv. Von 1958 bis 1968 war er Kurator des VDI. Er war Vorsitzender im Beirat und der Tarifkommission des Arbeitgeberverbandes der Berliner Metallindustrie. Friebe gehörte dem Kuratorium der Staatlichen Ingenieurakademie Gauß an und war Begründer sowie langjähriger Vorsitzender der Deutschen Kommission für Ingenieur-Ausbildung. Darüber hinaus war er Mitglied des Ausschusses für angewandte Forschung der Deutschen Forschungsgemeinschaft. Weiterhin war er Mitglied der Arbeitsstelle für betriebliche Berufsausbildung (ABB) und des Rationalisierungs-Kuratoriums der Deutschen Wirtschaft e. V. (RKW).
Im Jahr 1968 erhielt Heinz Friebe vom Zentralverband Berufsständischer Ingenieurvereine (ZBI) die ZBI-Ehrenplakette für Verdienste um das Ingenieurwesen. Der VDI ernannte ihn im Folgejahr zum Ehrenmitglied. Er erhielt auch das Bundesverdienstkreuz 1. Klasse.